# Stadtkirche (Arolsen)

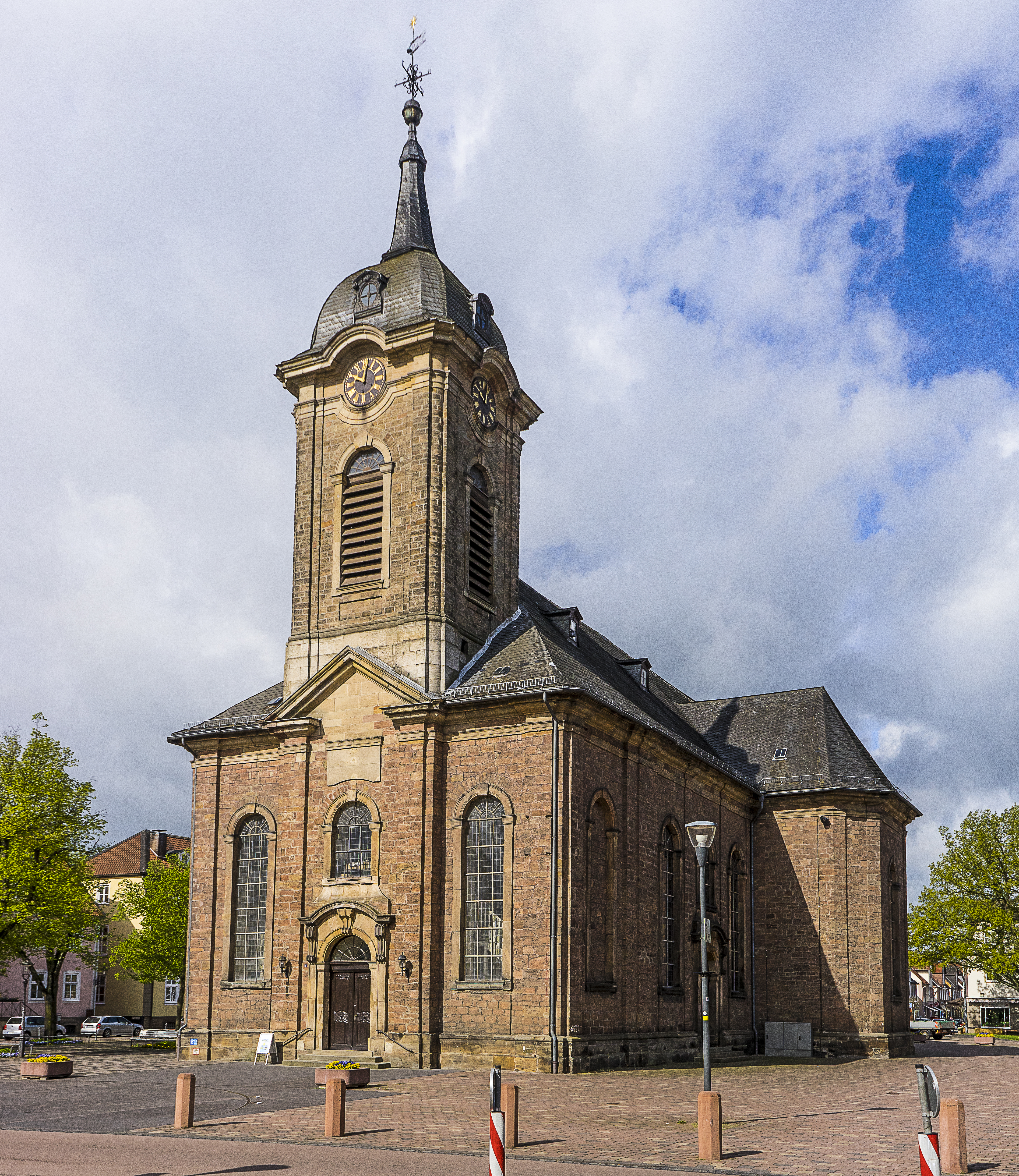
Stadtkirche Arolsen, Ansicht aus Richtung Schlossstraße (Foto von 2015)

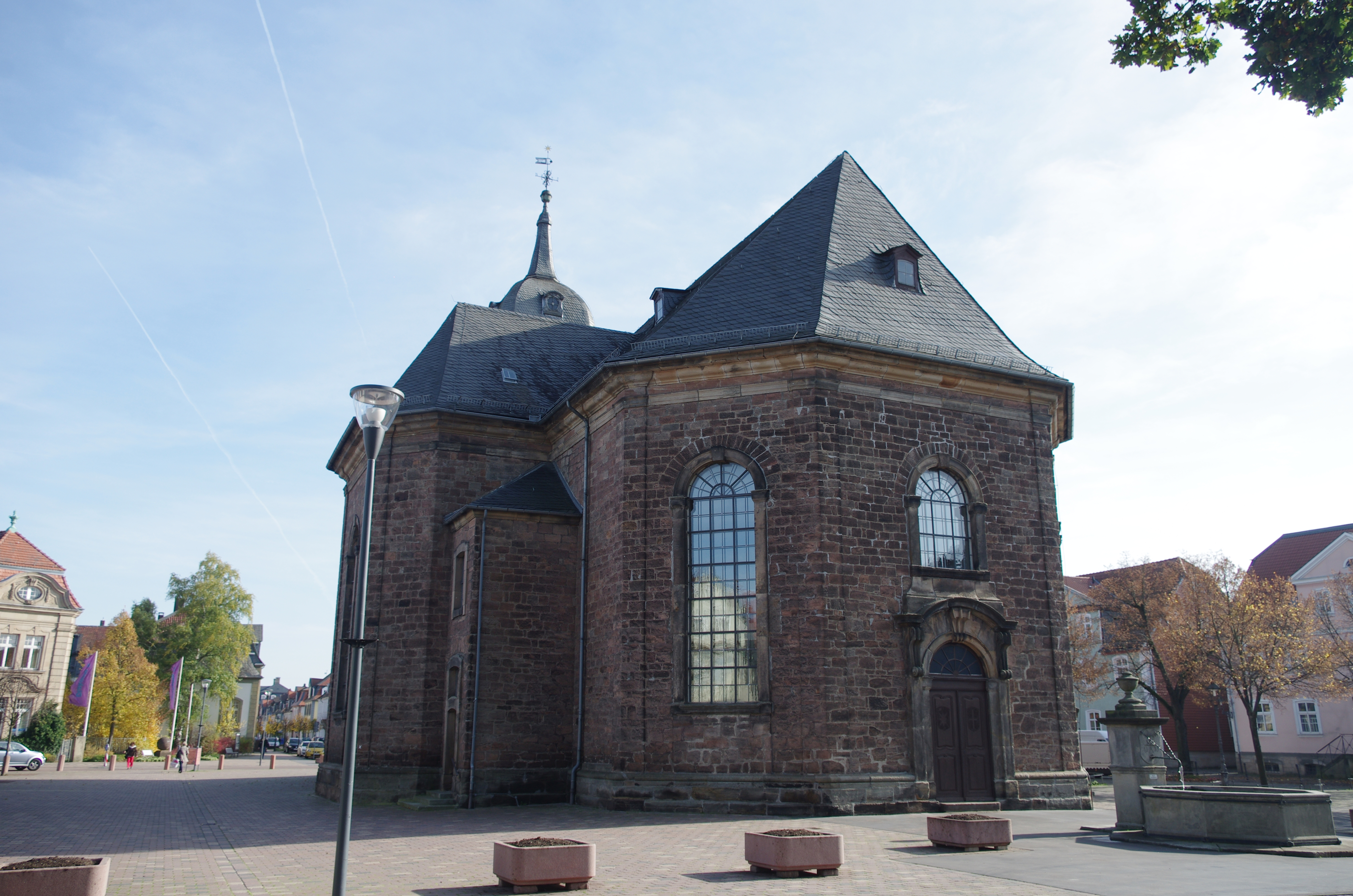
Ansicht aus Richtung Bahnhofstraße

Die evangelische Stadtkirche Arolsen ist eine denkmalgeschützte Kirche in Bad Arolsen im nordhessischen Landkreis Waldeck-Frankenberg im Bundesland Hessen. Sie gehört zum Kirchenkreis Twiste-Eisenberg der Evangelischen Kirche von Kurhessen-Waldeck.

## Geschichte
Die Grundsteinlegung vollzog am 16. August 1735 Fürst Karl August Friedrich zu Waldeck-Pyrmont. Der Bau wurde anfangs nach Plänen von Julius Ludwig Rothweil ausgeführt; etwa 16 Jahre nach dem Erlass von Fürst Friedrich Anton Ulrich von Waldeck und Pyrmont zur Stadtgründung Arolsens. Rothweil folgten zwei weitere Baumeister: Sein Sohn Franz Friedrich Rothweil (Bauleitung 1742–1768) und Johann Matthäus Kitz (Bauleitung 1768–1788).
Am 19. November 1756 wurde Richtfest gefeiert, es folgten erneut lange Baupausen. Ab November 1769, als der Einbau von Kirchenfenstern abgeschlossen war, gab es in der unvollendeten Kirche Trauerfeiern. Am 16. September 1787 wurde die Stadtkirche geweiht.

## Architektur

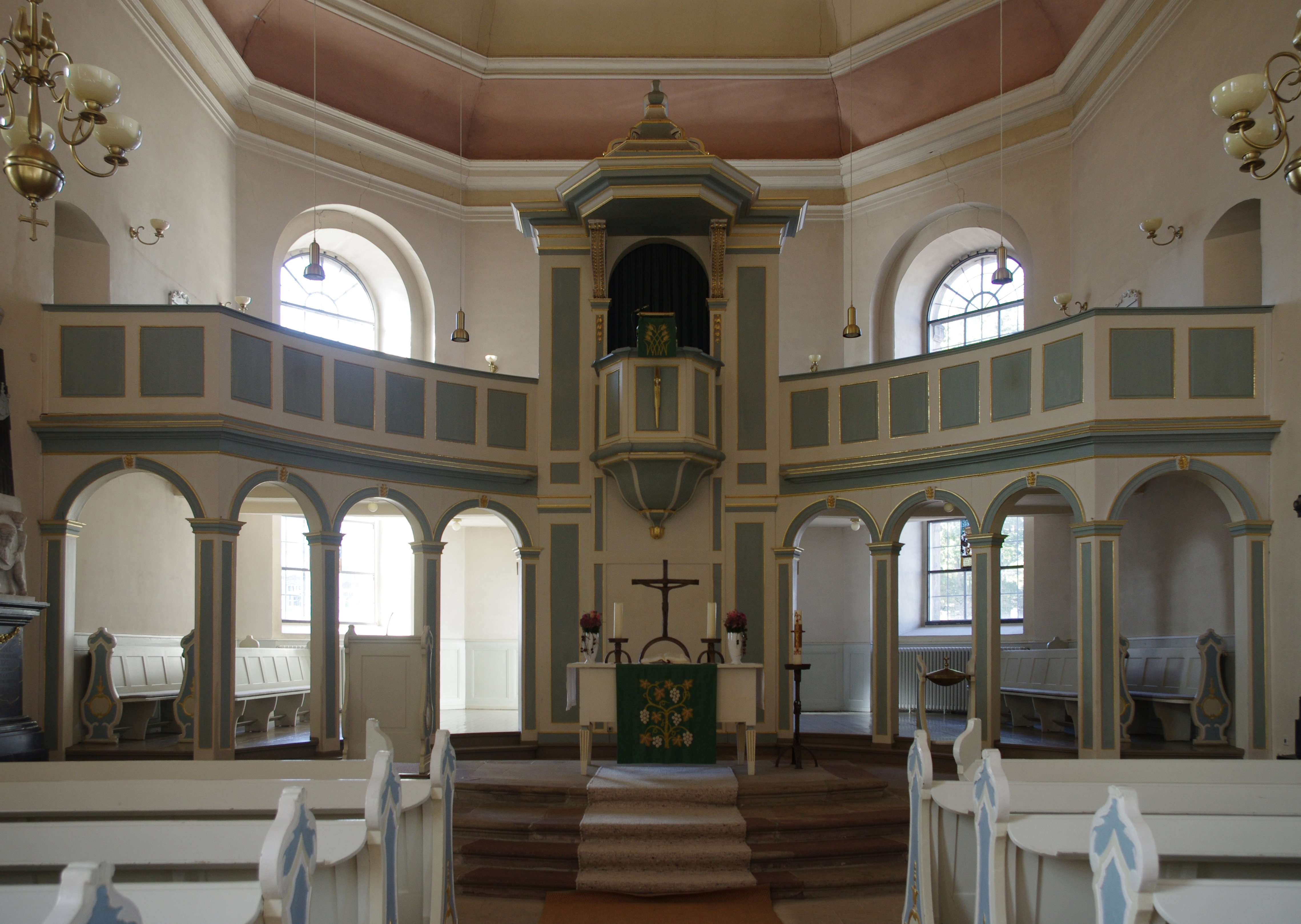
Altar und Kanzel

Die Kirche ist nicht traditionell geostet, sondern auf herrschaftliche Anweisung „gewestet“, also um 180 Grad gedreht errichtet. Der Altarraum liegt daher im Westen des Bauwerks, weil die Kirche am westlichen Ende der zum Schloss führenden Straße steht: Der Turm mit dem Hauptportal sollte dem Residenzschloss zu- und nicht abgewandt sein. So wurde der Sakralbau vor 300 Jahren der fürstlichen Reißbrett-Symmetrie der Stadt Arolsen untergeordnet.
Das Kirchenschiff wirkt innen fast wie ein Rechteck, dessen obere Mitte eine Stuck-Taube mit Strahlenkranz an der Decke markiert. Im Westen befindet sich der Altarraum mit Kanzel und Empore über Rundbogenarkaden, im Osten die Orgelempore. Der Baustil des Innenraums ist wegen der langen Bauzeit nicht mehr Barock, sondern Rokoko. Die beiden Kreuzarme des Grundrisses sind – auch wegen der dort eingerichteten Logen – optisch so kurz gehalten, dass der Innenraum wie ein rechteckiger Zentralbau erscheint.
Die Kirche ist ein Sandsteinbau, der an allen vier Seiten ähnliche Portale mit zweiflügeligen Eichentüren hat. Hohe Rundbogenfenster leiten den Blick zum schiefergedeckten Walmdach und zum Turm mit barocker Turmhaube und Wetterfahne, geschmückt mit Waldecker Stern und der Jahreszahl 1788.
Die Bauzeit betrug 52 Jahre – wegen des anhaltenden Geldmangels und der kriegsbedingten Unterbrechungen von 1735 bis 1787.

## Ausstattung

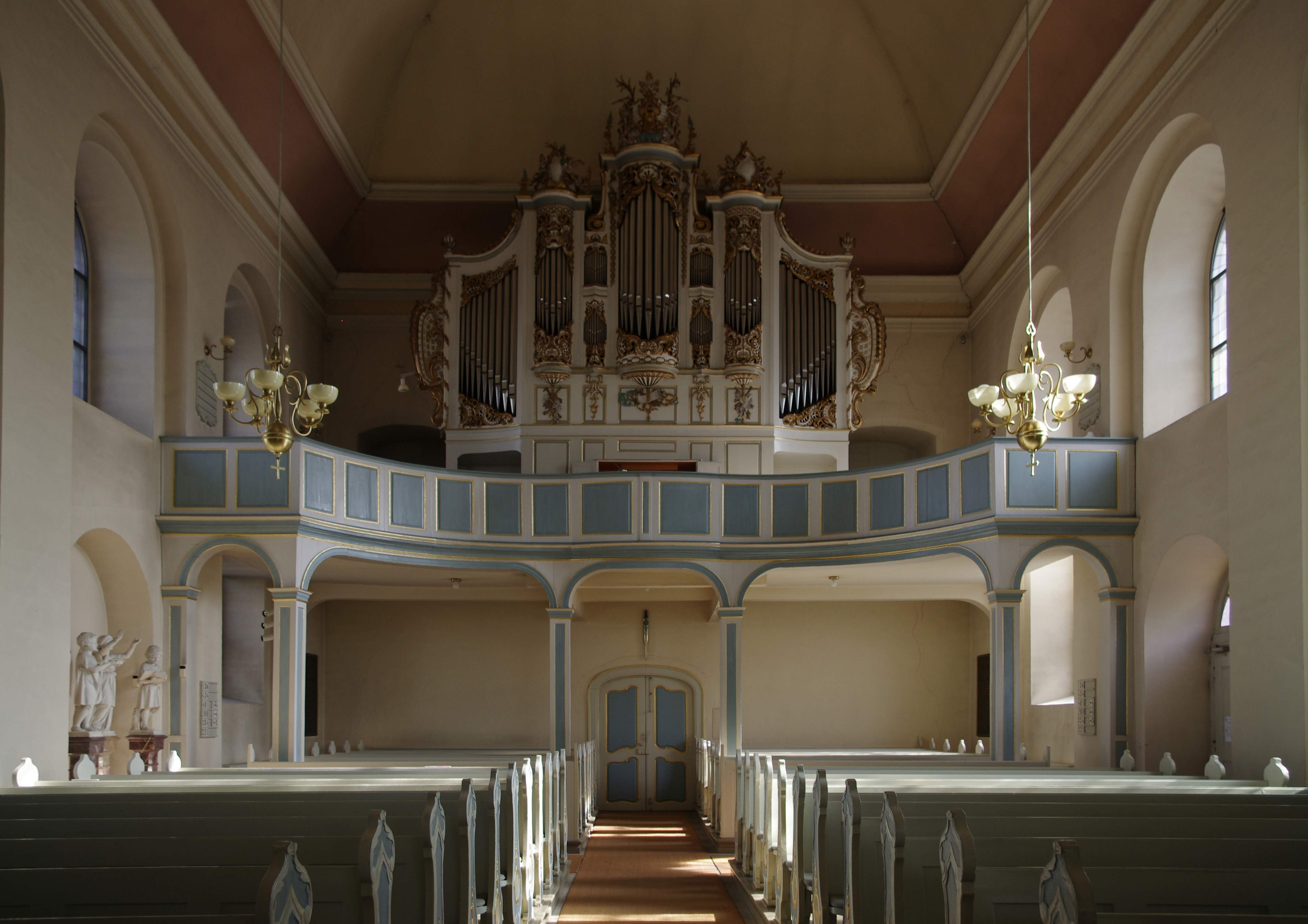
Empore und Orgel

### Allgemein
Gestaltet wurde der Innenraum im Stil des Rokoko. Schreinermeister Johann Wilhelm Kaulbach fertigte 1786–1787 Kanzel, Altar, Chorempore und die Kirchenbänke. 
Auf dem Altar stammen Kruzifix und Kerzenständer aus Bronze vom Künstler Pohl aus Kassel, dessen Sohn vollendete den Osterkerzen-Ständer.
Die Decke ist doppelt gekehlt mit weißgoldener Stuckverzierung. An den Seitenwänden sind auf zwei hohen schwarzen Stelen die Namen der etwa 120 zwischen 1870 und 1871 gefallenen Soldaten aus dem Fürstentum aufgeführt. Im Altarbereich stehen zwei Stelen, eine davon zeigt Rauchs Profilkopf.
Im Jahr 1772 wurden die ursprünglichen Kirchenglocken gegossen, sie tragen seit der Wiederbeschaffung 1948 die Inschriften „Ehre sei Gott in der Höhe“, „und Frieden auf Erden“ sowie „und den Menschen ein Wohlgefallen“.

### „Glaube, Liebe, Hoffnung“ von Christian Daniel Rauch

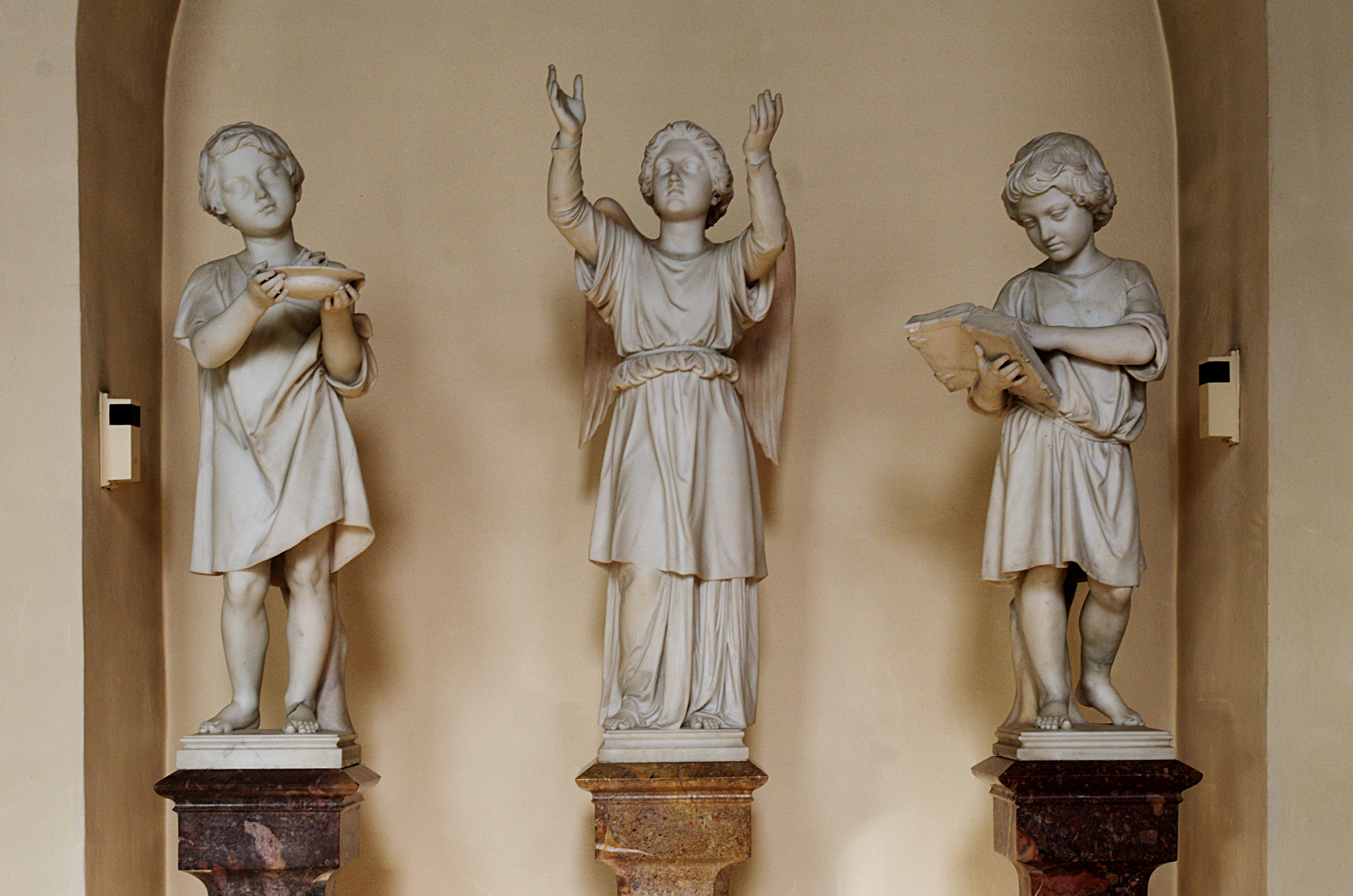
„Glaube, Liebe, Hoffnung“ in der Kirche Bad Arolsen, geschaffen von Christian Daniel Rauch (auf dem Foto von links: Liebe, Hoffnung, Glaube)

Die drei weißen Skulpturen aus Carrara-Marmor sind ein Geschenk des in Arolsen geborenen Bildhauers Christian Daniel Rauch, er schuf sie im Jahr 1844 („Glaube“, „Liebe“) und 1852 („Hoffnung“). Sie symbolisieren die christlichen Tugenden „Glaube, Liebe, Hoffnung“ (vgl. 1. Korinther 13,13). Bis 1957 standen die drei Figuren im Altarraum, dann wurden sie bei der Renovierung 1957 in die Türnische des Nordportals versetzt.
Der Dekan i. R. Heinz Gerlach deutet die Figurengruppe so: „Der ‚Glaube‘ liest in der Bibel und hat den Kopf nach unten geneigt. Er zeigt, worauf er sich gründet. Die ‚Liebe‘ trägt die Flamme in einer Schale vor sich her, ihr Blick ist nach vorn gerichtet auf den Betrachter, so als wolle sie anbieten, auch sein Herz zu entflammen. Die ‚Hoffnung‘ richtet sich ganz nach oben auf, sie ist dargestellt als größte Figur mit nach oben gereckten Armen und in empfangender, sich öffnender Haltung. Der ‚Glaube‘ neigt sich dem Fundament seines Glaubens, der Bibel, zu. Die ‚Liebe‘ schaut zum Betrachter und sucht Gegenliebe in der Gegenwart. Die ‚Hoffnung‘ wendet sich der Höhe zu, streckt sich aus nach dem, was da kommen wird.“

## Orgel

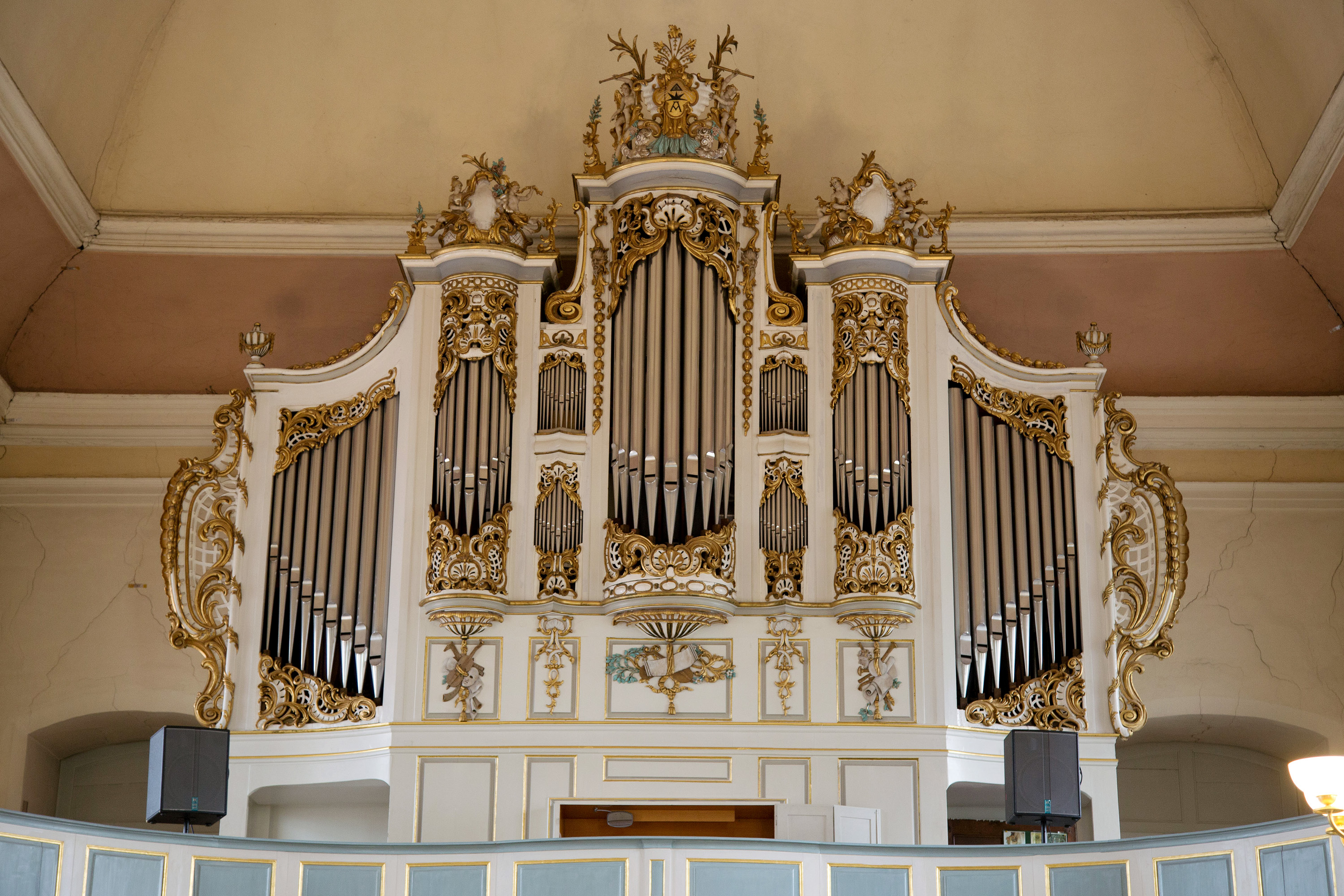
Die Orgel in der Stadtkirche Arolsen

Die Orgel mit zwei Manualen, Pedal und 26 Registern schuf ursprünglich Johann Stephan Heeren. 1973 wurde das Orgelwerk neu von der Orgelwerkstatt Noeske aus Rotenburg an der Fulda geschaffen, es hat drei Manuale, Pedal und 37 Register. Die mechanische Schleifladenorgel mit elektrischer Registertraktur besitzt 2 freie Kombinationen und 1 freie Pedalkombination. Der Orgelprospekt stammt von Hofbildhauer Marcus Christoph Krau aus dem Jahr 1782.
| I Hauptwerk C–g3 |       |
| Koppelflöte      | 16′   |
| Prinzipal        | 08′   |
| Spillpfeife      | 08′   |
| Oktave           | 04′   |
| Spitzflöte       | 04′   |
| Quinte           | 2 ⁄3′ |
| Oktave           | 02′   |
| Mixtur IV–VI     | 1 ⁄3′ |
| Trompete         | 08′   |

| II Positiv C–g3 |        |
| Holzgedackt     | 8′     |
| Blockflöte      | 4′     |
| Prinzipal       | 2′     |
| Nasat           | 1 ⁄3′  |
| Oktävlein       | 1′     |
| Oberton II      | 1 3⁄5′ |
| Cymbel III      | 2⁄3′   |
| Krummhorn       | 8′     |
| Tremulant       |        |

| III Schwellwerk C–g3 |        |
| Rohrflöte            | 8′     |
| Quintade             | 8′     |
| Spitzgamba           | 8′     |
| Prinzipal            | 4′     |
| Flûte douce          | 4′     |
| Waldflöte            | 2′     |
| Sesquialtera II      | 2 ⁄3′  |
| Tierce               | 1 3⁄5′ |
| Scharf III–IV        | 1′     |
| Dulzian              | 16′    |
| Französische Oboe    | 8′     |
| Tremulant            |        |

| Pedal C–f1         |        |
| Untersatz          | 16′    |
| Pommer             | 16′    |
| Prinzipalbaß       | 08′    |
| Stillgedackt       | 08′    |
| Hohlflöte          | 04′    |
| Baßsesquialtera II | 5 1⁄3′ |
| Rauschwerk IV      | 2′     |
| Posaune            | 16′    |
| Clairon            | 04′    |

- Koppeln: II/I, III/I, III/II, I/P, II/P, III/P
- Spielhilfen: Organo pleno

## Ortsmittelpunkt
Der architektonische Mittelpunkt von Bad Arolsen ist in der Gegenwart die evangelische Kirche – und nicht, wie vor 300 Jahren geplant, das Residenzschloss: Die ursprünglichen Baupläne, nach denen analog zum westlichen Stadtgebiet zwischen Residenzschloss und Kirche ein Stadtgebiet ostwärts des Schlosses spiegelverkehrt und gleich groß gebaut werden sollte, wurden nicht verwirklicht. Zudem wuchs der Ort auch wegen Bahnhof und Eisenbahnlinie westlich der Kirche weiter.

## Bilder

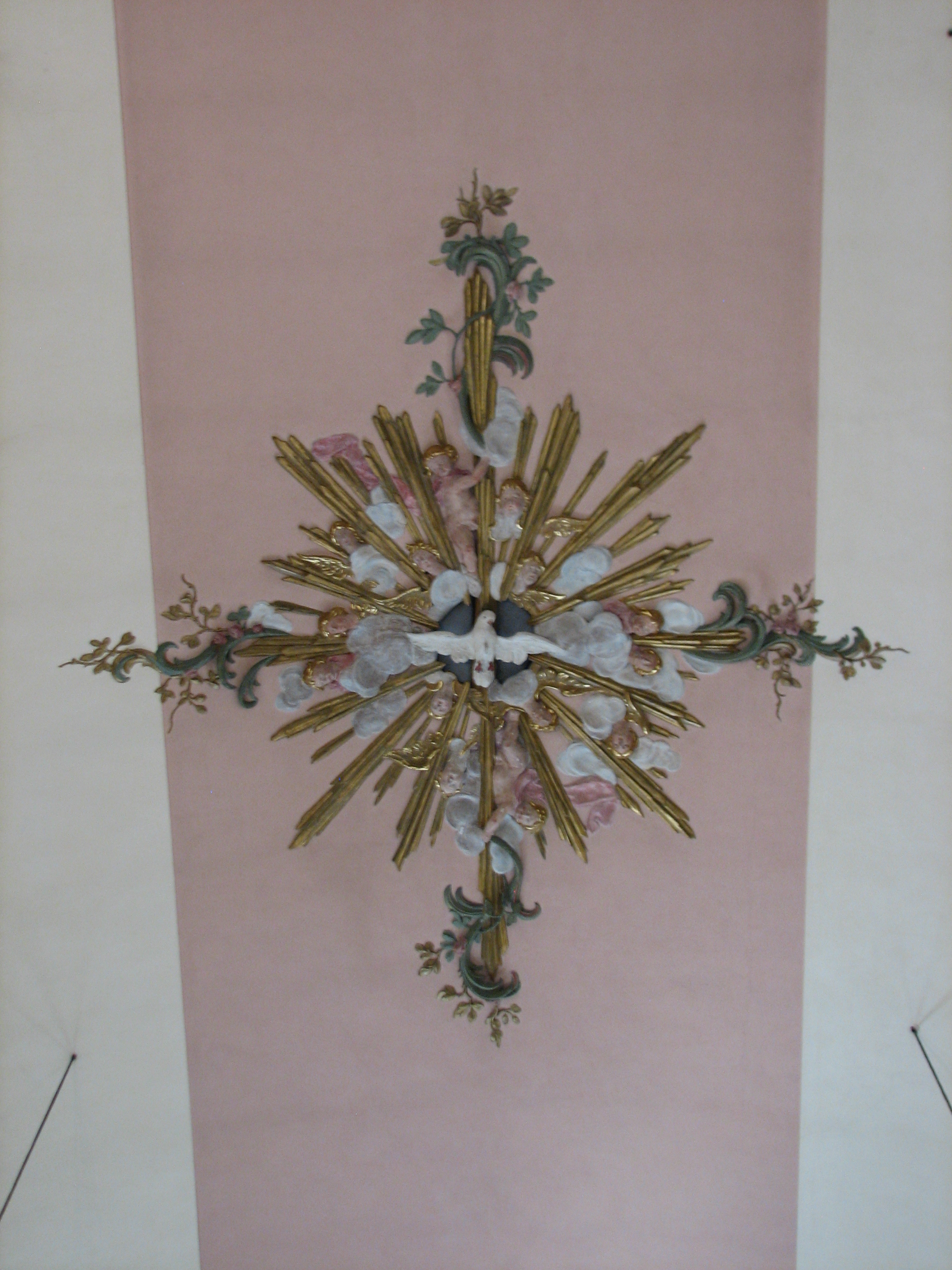
Deckenschmuck mit weißer Taube
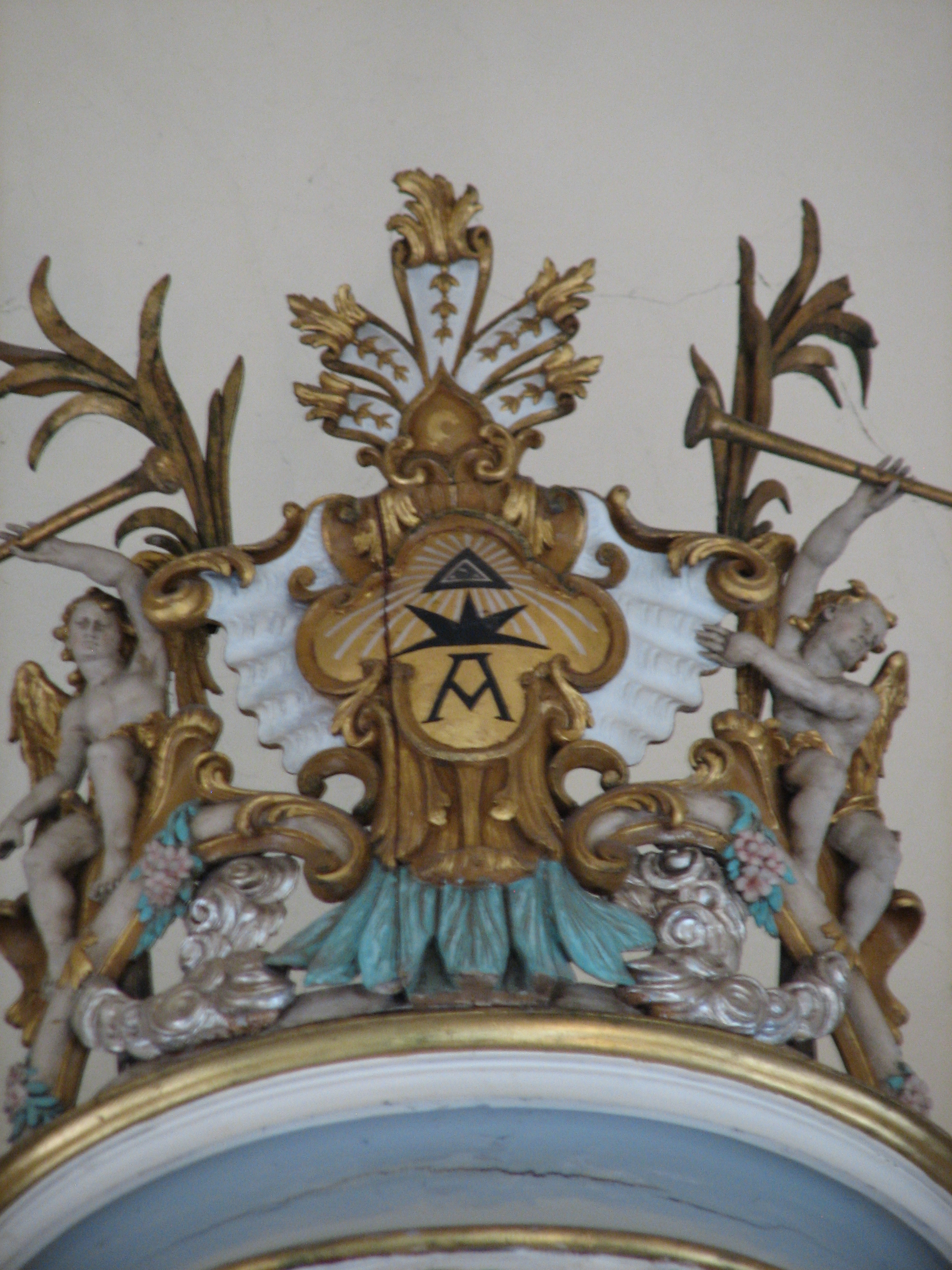
Wappenzier oberhalb der Orgel
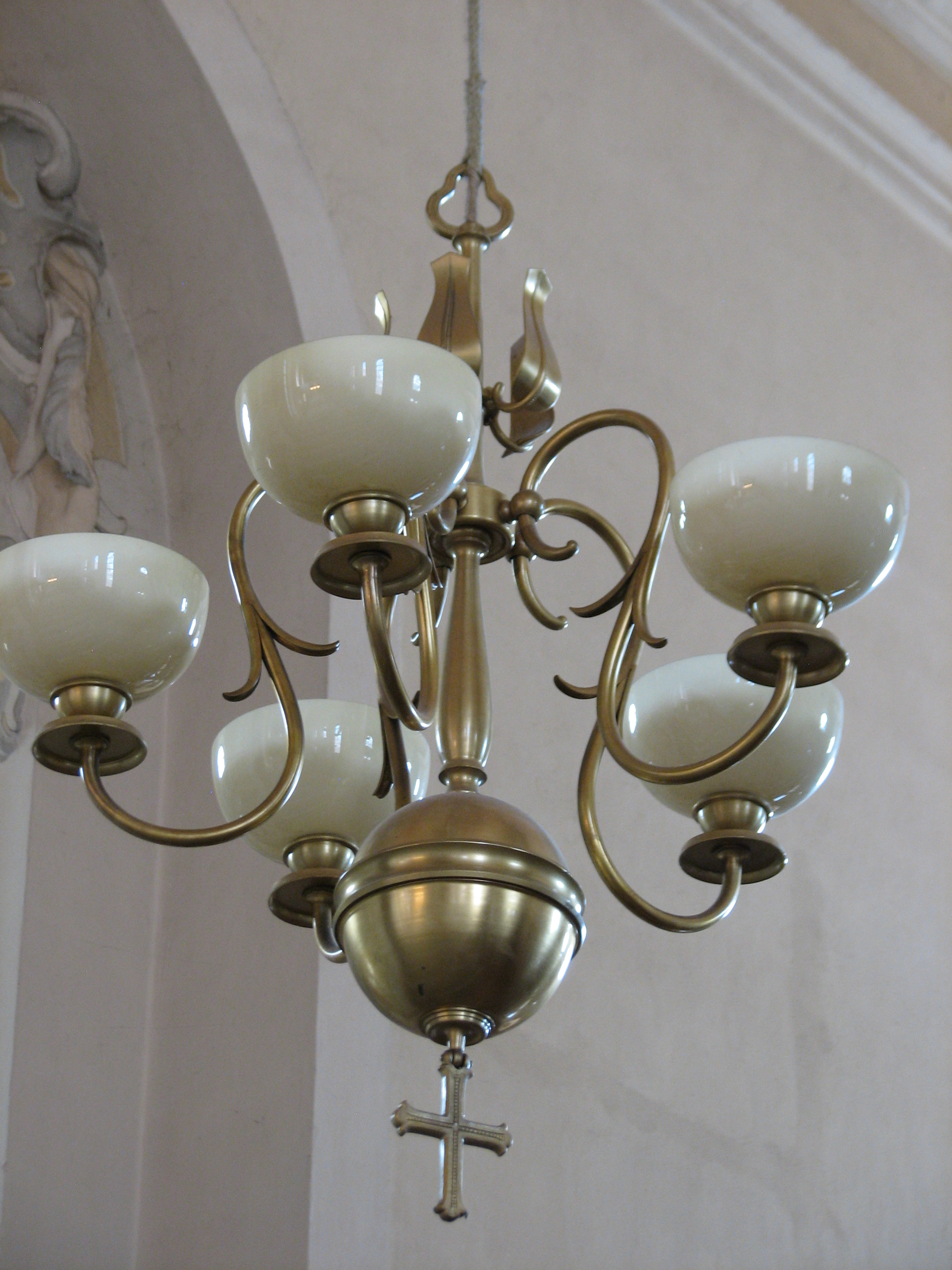
Eine der Deckenleuchten
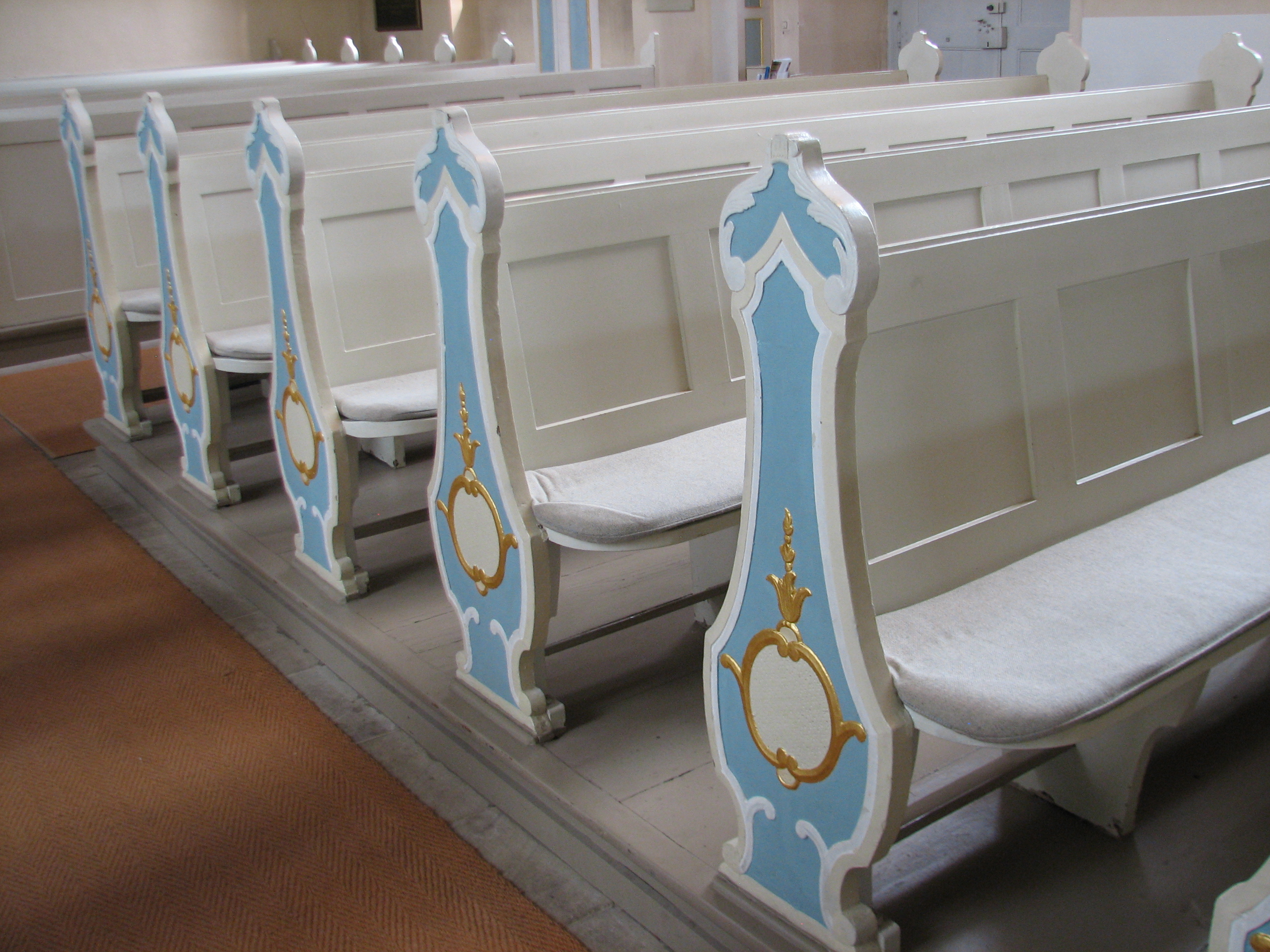
Historische Bankreihen

## Kolloquium 2019
Das 8. Kolloquium der wissenschaftlichen Tagungsreihe ars ecclesia – Kunst vor Ort hatte das Thema „Die evangelische Kirche von Arolsen: Geschichte, Architektur, Ausstattung“. Veranstalter waren das Museum Bad Arolsen und das Seminar für Kunst und Kunstwissenschaft der Technischen Universität Dortmund in Kooperation mit der Evangelischen Martin-Luther-Gemeinde Bad Arolsen. Die Tagung fand am 19. Oktober 2019 in Bad Arolsen statt.